# Guioa truncata
Espèce
Statut de conservation UICN

 EN A1c : En danger
Guioa truncata est une espèce de plantes de la famille des Sapindaceae.

## Publication originale
- Leaflets of Philippine Botany 5: 1611. 1913.